# Gabriel Desrivières
Pour les articles homonymes, voir Desrivières.
Gabriel Louis Desrivières, né à Paris (ancien 2e arrondissement) le 25 janvier 1857 et mort à Ouézy (Calvados) le 1er octobre 1931, est un peintre français.

## Biographie
Élève de Jean-Léon Gérôme, Jules Lefebvre et Louis Le Poittevin, peintre essentiellement paysagiste, il expose au Salon des artistes français de 1880 à 1900.
Il est admis en 1897 au nombre des membres de la Société des beaux-arts de Caen.
Il fut promu officier de l'instruction publique.